# Велоспорт на літніх Олімпійських іграх 1972
У змаганнях з велоспорту на літніх Олімпійських іграх 1972 у Мюнхені розіграно 7 комплектів нагород (лише серед чоловіків) у двох видах: шосейний велоспорт і велоспорт на треку.

## Медальний залік

### Шосейні гонки
| Event                    | Золото                                                                | Срібло                                                                   | Бронза           |
| ------------------------ | --------------------------------------------------------------------- | ------------------------------------------------------------------------ | ---------------- |
| Групова шосейна гонка    | Генні Кейпер · Нідерланди                                             | Клайд Сефтон · Австралія                                                 | не нагороджували |
| Роздільна командна гонка | СРСР (URS) Валерій Ярди Геннадій Комнатов Валерій Лихачов Борис Шухов | Польща (POL) Ришард Шурковський Едвард Барцик Луцьян Ліс Станіслав Шозда | не нагороджували |

### Велоперегони на треку
| Дисципліни                         | Золото                                                          | Срібло                                                             | Бронза                                                                 |
| ---------------------------------- | --------------------------------------------------------------- | ------------------------------------------------------------------ | ---------------------------------------------------------------------- |
| індивідуальна гонка переслідування | Кнут Кнудсен · Норвегія                                         | Ксавер Курманн · Швейцарія                                         | Ганс Луц · Західна Німеччина                                           |
| Командна гонка переслідування      | ФРН (FRG) Ґюнтер Шумахер Юрґен Коломбо Ґюнтер Гаріц Удо Гемпель | НДР (GDR) Уве Унтервальдер Томас Гушке Гайнц Ріхтер Герберт Ріхтер | Велика Британія (GBR) Вільям Мур Майкл Беннетт Ієн Галлам Рональд Кібл |
| Спринт                             | Даніель Морелон · Франція                                       | Джон Ніколсон · Австралія                                          | Омар Пхакадзе · СРСР                                                   |
| Тандем                             | Володимир Семенець · і Ігор Целовальніков · СРСР                | Юрґен Ґешке · і Вернер Отто · НДР                                  | Анджей Бек · і Бенедикт Коцот · Польща                                 |
| гіт                                | Нільс Фредборґ · Данія                                          | Денні Кларк · Австралія                                            | Юрґен Шюце · НДР                                                       |

## Країни, що взяли участь
Змагалися 359 велогонщиків з 54-х країн.
| - Аргентина (8) - Австралія (10) - Австрія (5) - Багамські Острови (2) - Барбадос (3) - Бельгія (14) - Бразилія (2) - Болгарія (4) - Камерун (4) - Канада (9) - Китайський Тайбей (1) - Колумбія (10) - Куба (6) - Чехословаччина (15) |  | - Данія (13) - НДР (11) - Ефіопія (5) - Фінляндія (6) - Франція (15) - Велика Британія (11) - Гвіана (1) - Угорщина (4) - Іран (4) - Ірландія (4) - Італія (15) - Ямайка (6) - Японія (3) |  | - Ліван (1) - Ліхтенштейн (1) - Люксембург (2) - Мальта (4) - Малаві (2) - Малайзія (4) - Мексика (6) - Нідерланди (11) - Нова Зеландія (8) - Норвегія (7) - Перу (5) - Філіппіни (1) - Польща (12) - Румунія (1) |  | - Сан-Марино (1) - СРСР (15) - Іспанія (8) - Швеція (5) - Швейцарія (10) - Тайланд (7) - Того (3) - Тринідад і Тобаго (6) - Туреччина (6) - США (15) - Уругвай (5) - Західна Німеччина (17) - Югославія (5) |

## Таблиця медалей
| Місце               | Країна                | Золото | Срібло | Бронза | Загалом |
| ------------------- | --------------------- | ------ | ------ | ------ | ------- |
| 1                   | СРСР (URS)            | 2      | 0      | 1      | 3       |
| 2                   | ФРН (FRG)             | 1      | 0      | 1      | 2       |
| 3                   | Данія (DEN)           | 1      | 0      | 0      | 1       |
| 3                   | Норвегія (NOR)        | 1      | 0      | 0      | 1       |
| 3                   | Нідерланди (NED)      | 1      | 0      | 0      | 1       |
| 3                   | Франція (FRA)         | 1      | 0      | 0      | 1       |
| 7                   | Австралія (AUS)       | 0      | 3      | 0      | 3       |
| 8                   | НДР (GDR)             | 0      | 2      | 1      | 3       |
| 9                   | Польща (POL)          | 0      | 1      | 1      | 2       |
| 10                  | Швейцарія (SUI)       | 0      | 1      | 0      | 1       |
| 11                  | Велика Британія (GBR) | 0      | 0      | 1      | 1       |
| Загалом (11 збірна) | Загалом (11 збірна)   | 7      | 7      | 5      | 19      |

## Нотатки
1. 1 2  Cycling at the 1972 Munich Summer Games. sports-reference.com. Архів оригіналу за 17 квітня 2020. Процитовано 24 серпня 2014.
2. ↑   Хайме Уеламо
Іспанія
, який фінішував третім, дискваліфікували через позитивний тест на нікетамід.  Брюса Біддла
Нова Зеландія
, який фінішував четвертим, не нагородили бронзовою медаллю через відсутність тесту на допінг.
3. ↑   Нідерланди дискваліфіковано через позитивний тест на нікетамід у Ада ван ден Гука. Збірну Бельгії, яка фінішувала четвертою, не нагородили бронзовою медаллю через відсутність тесту на допінг.